# ビートル・ベイリー
ビートル・ベイリー（Beetle Bailey）は、アメリカ合衆国の漫画家モート・ウォーカーによるコミック・ストリップ、カートゥーン作品、およびその代表的な登場キャラクターの架空の人物である。この漫画は1950年9月4日から平日と日曜日に刊行されている。モート・ウォーカーは、数年をかけてジェリー・デュマス、ボブ・グスタフソン、フランク・ジョンソン、そして息子のニールとブライアンとグレッグ・ウォーカーに手伝って貰っていたが、ウォーカーは2018年に死去。その後もストリップの刊行は続いている。

## 主人公
ビートル・ベイリーは元々、ロック・ビュー大学の大学生だった。
1951年3月13日には大学を中退し、アメリカ陸軍に入隊。
ビートル・ベイリーが着用している制服は、1940年代後半から1970年代前半までに使われた陸軍の制服のままで、緑色の作業着と野球帽が特徴。
シュノーケル軍曹は、トップが扱うような軍服を装着し、しわ寄りのギャリソン・キャップを被っている。
警備員は、記章がついたM1ヘルメットライナーをかぶっている。
時代錯誤ではあるが、現代で使われている武器や装備は一切登場しない。
ベイリーは中隊に所属しているが、面白いギャグの中には、大砲や陸軍に所属する各部隊の人物などにみられる。

## キャラクター
ビートル・ベイリー
ぐうたらな二等兵、とても反抗的で怠けている。
オービル・P・シュノーケル
ベイリー担当の軍曹、通称はサージ (Sarge)。ベイリーに言い訳されてカッとなって殴ってしまう。
エイモス・ハーフトラック
キャンプ・スワンピーの将軍。お酒をいつも飲んでいて、ゴルフが大好き。

## アニメーション

### 短編アニメ
キング・フィーチャーズ・シンジケートが制作した6分間の短編アニメーションで、ストリップ漫画にある50本のエピソードをアニメ化したものである。
アメリカでは1963年8月26日からThe King Features Trilogyの一部として初放送、全50話まで放送された。
このアニメのオープニングでは、主題歌が流れる前にラッパで奏でる「Reveille」が挿入されている。
日本では「新兵ベイリー」というタイトルで、1960年代から1990年代にかけて東京12チャンネル（現：テレビ東京）のマンガのくにや番組販売などを通じて放送された。キッズステーションでも放送されたことがある。主題歌は英語だった。
「The Jinx（邦題不明）」という回に登場するお菓子「フォーチュンクッキー」は、日本語吹き替え版では「おみくじクッキー」と呼んでいたことがある。

#### キャスト
新兵ベイリー（ビートル・ベイリー）
声 - ハワード・モリス（小宮山清）
名称不明（シュノーケル軍曹）
声 - アラン・メルヴィン（不明）
ハーフトラック将軍
声 - ハワード・モリス（不明）
名称不明（フォーブス中尉）
声 - スティーブ・フランケン（不明）
名称不明（バニー）
声 - ジューン・フォーレイ（不明）

#### スタッフ
- 監督 - ジョフ・パイプ
- 製作 - キング・フィーチャーズ・シンジケート

#### 短編作品リスト
| サブタイトル | 原題                          |
| --- | ----------------------------- |
| | Home Sweet Swampy             |
| | Hero's Reward                 |
| | Et Tu Otto                    |
| | Psychological Testing         |
| | A Tree Is a Tree Is a Tree    |
| | Beetle's High Horps           |
| | Labor Shortage                |
| | Don't Fiddle with the Brass   |
| | The Sergeant's Master         |
| | The Bull of the Ball          |
| | 60-Count 'em-60!              |
| | Grab Your Socks               |
| | The Blue Ribbon               |
| | Go Yeast, Young Man           |
| | We Love You, Sergeant Snorkle |
| | Is This Drip Necessary        |
| | A Christmas Tale              |
| | For Officers Only             |
| | Bye Bye Young Lovers          |
| | A Pass Is a Pass Is a Pass    |
| | Leap No More My Lady          |
| | Tatoo-Tootsie Goodbye         |
| | Welsh Rabbit                  |
| | Cosmo's Naught                |
| | Camp Invisible                |
| | 'V' for Visitors              |
| | Shutterbugged                 |
| | Little Pooch Lost             |
| | Halftrack's Navy              |
| | Don't Give Up the Swamp       |
| | Hoss Laffs                    |
| | The Red Carpet Treatment      |
| | Lucky Beetle                  |
| | Sweet Sunday                  |
| | Operation Butler              |
| | Bridge on the River 'Y'       |
| | The Secret Weapon             |
| | The Diet                      |
| | The Heir                      |
| | Breaking the Leash            |
| | The Spy                       |
| | The Jinx                      |
| 中国のレストランでおみくじクッキーを注文するベイリーと3人の軍人たち。しかし、おみくじクッキーは最後の1枚となってしまった。それをベイリーが食べると、「ビートルにご注意、不幸は必ず起こります」という紙が出る。仲間たちはベイリーのことだと勘違いし、レストランから逃げる。その後も皆に逃げられ、ベイリーはもう一度レストランに行っておみくじクッキーと交換してもらうが、クッキーを運ぶ店員が足元を見ずに転んでしまい、ベイリーを見た軍曹たちは慌てて逃げてしまう。 |                               |
| | Courage Encourager            |
| 人間や動物を不良に変えるマシンの発明に成功した科学者は、これをキャンプ・スワンピーにいる将軍に届ける。しかし、ベイリーたちが不良になって大変なことに。 |                               |
| | Sgt. Snorkle's Longest Day    |
| | Everything's Ducky            |
| | The Play's the Thing          |
| 今日はザザ・バブーン主演の舞台が開かれる日。彼女のファンであるベイリーは、舞台の男性スタッフからザザとの共演を受け入れる。 |                               |
| | Geronimo                      |
| | Son of a Gun of a Gun         |
| | Zero's Dizzy Double Date      |
| | Dr. Jekyl and Beetle Bailey   |

### スペシャル
モート・ウォーカーとハンク・サローヤンが共同で製作されたアメリカ合衆国のアニメスペシャル。
1989年にCBSの放送に向けて制作されたが、CBSネットワークの経営陣が変わったことを理由に放送されなかった。
2003年、1960年代版と共にDVDで発売された。日本では公開されていない。

#### キャスト
ビートル・ベイリー
声 - グレッグ・ウォーレン
キラー
声 - ボブ・バーゲン
シュノーケル軍曹
声 - ヘンリー・コーデン
ハーフトラック将軍
声 - ラリー・ストーチ
ゼロ
声 - フランク・ウェルカー
オットー
声 - フランク・ウェルカー
ミス・バックスリー
声 - リンダ・ゲイリー
ミス・ブリップス
声 - リンダ・ゲイリー

## コミック

### 日本語訳版
1971年版
根本畏三による邦訳、1971年に鶴書房・ツル・コミックから全10巻が発売された。
- 陽気なビートル二等兵（The most Naive G.I. Beetle）
- ずっこけ大演習（Darn Grand Maneuver）
- ダマレ！アンパン軍曹（Shut Up! Secure Fat Jerk）
- ハレンチ部隊（The Sillest Camp Swampy）
- 気楽な独グダレン隊（Easy stupid Company）
- 号令一下ガールハント（Attention! Get at baby!!）
- 進級ストップ作戦（Never Promite Your Stupid Men）
- ビートルの大反撃（Put, Battle's Alrong Conterattack）
- メロメロ ピンク騒動（Get Mixed up! DIrty affairs!!）
- もてもて、キャンプNo.1（Most groovy G.I.）

2004年版
伊藤武志による邦訳本、2004年12月1日より文芸社から発売された。
- ぐうたら二等兵 ビートル・ベイリー[7]